# Loin de chez moi
Pour plus de détails, voir Fiche technique et Distribution.
Loin de chez moi est un téléfilm français, en deux parties, réalisé par Frédéric Forestier, sur un scénario de Fanny Robert, Mathieu Missoffe et Malina Detcheva. Il a été diffusé pour la première fois, en Belgique, le 29 septembre 2021 sur RTL TVI, puis, en France, le 18 octobre 2021 sur TF1.

## Synopsis
Morgane a 19 ans. Elle est engagée comme jeune fille au pair par un couple de Français vivant à Amsterdam. Craignant pour sa santé fragile, ses parents sont inquiets. Le couple qui l'accueille a deux enfants et surtout un secret : la fille au pair qui gardait les enfants a disparu. Morgane l'apprend et cherche à comprendre ce qui s'est passé.

## Fiche technique
- Réalisation : Frédéric Forestier
- Scénario : Fanny Robert, Mathieu Missoffe et Malina Detcheva
- Production : Beaubourg Fiction/Beaubourg Audiovisuel en coproduction avec TF1[1]
- Pays d'origine :  France
- Langue originale : français
- Format : couleur
- Genre : suspense
- Dates des premières diffusions :
  -  Belgique : 29 septembre 2021 sur RTL TVI[2]
  -  France : 18 octobre 2021 sur TF1[3]

## Distribution
Sauf indication contraire, les informations mentionnées dans cette section peuvent être confirmées par la base de données cinématographiques IMDb,  présente dans la section « Liens externes ».
- Marine Delterme : Victoire Thierry
- Marc Lavoine : Guillaume Thierry
- Lucie Fagedet : Morgane Ferrera
- Stanislas Merhar : Jan Koning
- Lucas Englander : Mathys
- Bella Boonsang : Bartender Mermaid
- Maarten Dannenberg : Passager
- Manuel Sinor : Inspector détective Beaumont

## Tournage
Le téléfilm a été tourné principalement à Paris, malgré une intrigue qui se déroule à Amsterdam, aux Pays-Bas. Seules des scènes extérieures avec Lucie Fagedet ont été tournées dans la capitale néerlandaise. Marine Delterme avoue même n'avoir jamais mis les pieds à Amsterdam. En raison de la pandémie de Covid, le tournage aux Pays-Bas n'était pas possible. La Cité universitaire, à Paris, a pu faire illusion.

## Accueil critique
Pour Ouest-France, « Contrairement à certains thrillers, les personnages ne sont pas une coquille vide au service de l’intrigue : ils possèdent un sens, une profondeur ». Le journal ajoute « à l’intrigue, efficacement menée par la scénariste (et productrice) Fanny Robert [...], s’ajoute le plaisir d’une échappée à Amsterdam, cadre encore assez inédit en série. À l’arrivée, un divertissement de très bonne tenue ! ». Pour le site aufeminin, « La mise en scène de Frédéric Forestier se différencie de ce qu’on a l’habitude de voir à la télévision. L’ambiance est loin d’être glauque. Elle est, au contraire, très feutrée. Ses décors et cette immense maison dans laquelle se retrouve Morgane au cœur d’Amsterdam plonge le.la spectateur.ice dans un univers presque paranormal. ». Pour Mediacritik, « casting accrocheur, scénario angoissant et suspense garanti : Loin de Chez Moi tient en haleine du début à la fin ».

## Audience en France
Lors de sa diffusion sur TF1, le 18 octobre 2021, le téléfilm se place à la deuxième place des audiences en France avec 3 692 000 téléspectateurs, soit 18,5 % de part d'audience, loin derrière L'amour est dans le pré proposé par M6[réf. nécessaire].